# Cheikh M'Bengue
Cheikh M'Bengue (Toulouse, Francia, 23 de julio de 1988), futbolista francés, de origen senegalés. Juega de defensa lateral izquierdo y su actual equipo es el Shenzhen FC de la Superliga de China.

## Selección nacional
Ha sido internacional con la selección de fútbol de Senegal. Ha jugado 33 partidos internacionales.

## Clubes
| Club             | País    | Año       |
| ---------------- | ------- | --------- |
| Toulouse FC      | Francia | 2007-2013 |
| Stade Rennais    | Francia | 2013-2016 |
| AS Saint-Étienne | Francia | 2016-2019 |
| Shenzhen FC      | China   | 2019-     |